# ПСС (пистолет)
ПСС (индекс ГРАУ 6П28) — советский самозарядный пистолет, обеспечивающий бесшумную и беспламенную стрельбу на дальность до 50 метров. Выгодно отличается от ПБ компактностью, а от С4М и МСП — скорострельностью, что связано с применением специального патрона. При выстреле пуля выталкивается не пороховыми газами, а специальным поршнем, который, сообщив пуле начальную скорость, заклинивается в гильзе и запирает внутри неё пороховые газы.

## Конструкция
Автоматика пистолета работает по принципу отдачи свободного затвора. Ударно-спусковой механизм — курковый, двойного действия, унифицированный с таковым у ПМ. Предохранитель неавтоматический. Магазин с однорядным расположением патронов.
Для надёжного извлечения гильзы применен подвижный патронник, отдельный от ствола. При выстреле патронник откатывается вместе с затвором на несколько миллиметров, и только после этого начинается извлечение гильзы.

## Страны-эксплуатанты
- — спецподразделения России
- — Главное разведывательное управление Республики Армения[источник не указан 2250 дней]